# Onomastos ze Smyrny
Onomastos (starořecky Ὀνόμαστος–Onomastos) byl olympijský vítěz v boxu v roce 688 př. n. l.
Na 23. hrách v roce 688 před Kr. zařadili v Olympii mezi olympijské soutěže box. Prvním vítězem této nově založené olympijské disciplíny byl Onomastos ze Smyrny.
Box měl v Olympii volnějši pravidla než dnešní box. Rozhodčí dovolovali vše kromě držení soupeře, hmatů a úderů na pohlavní orgány. Boxer měl pěsti ovinuté řemeny, které nemohly být tvrdé a ničím zesílené. Zápasilo se v ohraničeném, pískem posypaném prostoru. Zvítězil ten, kdo soupeře srazil na zem, takže zůstal bezvládně ležet, nebo ten, který soupeře přinutil, aby se vzdal. Když zápas trval velmi dlouho, rozhodčí se souhlasem soupeřů nařídili tzv. Klimax (vystupňování), při kterém se losem určený boxer postavil před soupeře a přijal jeho úder bez krytí, když ho vydržel, zasadil úder za stejných podmínek soupeři. To se opakovalo tak dlouho, dokud se nenašel vítěz.